# Käringsjön (Halmstad)
Koordinaten: 56° 43′ 35″ N, 12° 55′ 6″ O

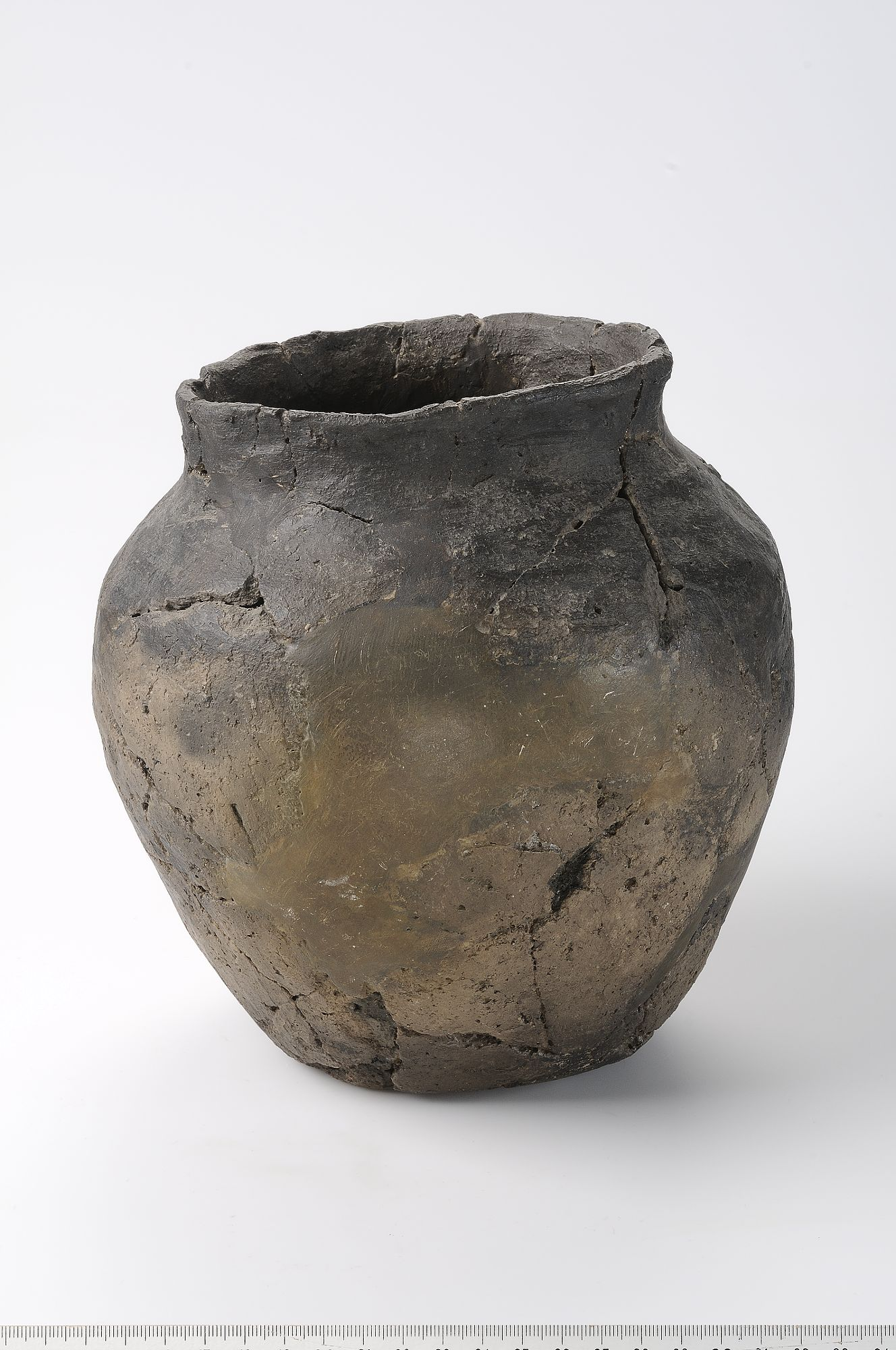
Keramikgefäße der römischen Eisenzeit

Käringsjön ist ein Kesselmoor in der Gemeinde Halmstad in Halland in Schweden, etwa zehn Kilometer nordöstlich der Stadt. 
Das Moor ist etwa kreisrund, mit einem Durchmesser von ungefähr 70 m und nur noch einem kleinen Rest einer ehemals größeren offenen Wasserfläche. In ihm wurden 1941 beim Torfabbau archäologische Funde gemacht. Es handelt sich um ein ehemaliges Opfermoor, in dessen Umgebung sich keine Siedlungsspuren fanden. Der Fundort war von Ästen, Steinen und Buschwerk umgeben. Gefällte Bäume, die in den See gestürzt waren, bildeten das Fundament für eine Plattform vom Moor an die offene Fläche des Sees. Auf der Plattform und im See fanden sich Gefäße, Holzteile, Flachsbündel und Steine, jedoch keine Waffen. In den Boden einiger Gefäße waren Löcher geschlagen. Innen waren Spuren einer tierischen fettigen Substanz festzustellen. Die Holzobjekte waren zumeist Ackerbaugeräte. Die Gefäße wurden in die Zeit zwischen dem 2. und 5. Jahrhundert n. Chr. datiert. Das Moor wird als heiliger Ort der bäuerlichen Bevölkerung der Umgebung angesehen.